# فريد الأنصاري
فريد الأنصاري (ولد بإقليم الراشيدية، المغرب 1380 هـ/ 1960م - توفي 17 ذو القعدة 1430 هـ/ 5 نوفمبر 2009، تركيا) عالم دين وأديب مغربي، حصل على الدكتوراه في الدراسات الإسلامية تخصص أصول الفقه، عمل رئيسا لقسم الدراسات الإسلامية بكلية الآداب، جامعة مولاي إسماعيل بمكناس، المغرب. وأستاذا لأصول الفقه ومقاصد الشريعة بالجامعة نفسها. شغل منصب عضو في المجلس العلمي الأعلى بالمغرب و رئيس المجلس العلمي لمدينة مكناس. توفي بعد صراع مع المرض دام عدة سنوات، باسطنبول، تركيا، ونقل جثمانه إلى مدينة مكناس، حيث دفن بمقبرة الزيتون.

## المسار الدراسي والتدريسي أو المسار العلمي والعملي
- حاصل على دكتوراه الدولة في الدراسـات الإسـلامية، تخصص أصول الفقه، من جامعة الحسن الثاني، كلية الآداب، المحمدية، المغرب.
- حاصل على دبلوم الدراسات العليا، دكتوراه السلك الثالث في الدراسات الإسلامية، تخصص أصول الفقه، من جامعة محمد الخامس، كلية الآداب، الرباط.
- حاصل على دبلوم الدراسات الجامعية العليا (نظام تكوين المكونين)، الماجستير في الدراسات الإسلامية،  تخصص أصول الفقه، من جامعة محمد الخامس، كلية الآداب،  الرباط.
- حاصل على الإجازة في الدراسات الإسلامية من جامعة محمد بن عبد الله، كلية الآداب، فاس، المغرب.
- عضو المجلس العلمي الأعلى للمغرب.
- رئيس المجلس العلمي المحلي بمكناس.
- عضو اللجنة العلمية لكلية الآداب والعلوم الإنسانية بـجامعة مولاي إسماعيل، مكناس.
- عضو مؤسس لمعهد الدراسات المصطلحية، التابع لكلية الآداب والعلوم الإنسانية بجامعة محمد بن عبد الله، بفاس.
- عضو رابطة الأدب الإسلامي العالمية.
- رئيس سابق لشعبة الدراسات الإسلامية بكلية الآداب، جامعة مولاي إسماعيل بمكناس، المغرب. لسنوات: 2000-2001م إلى 2002-2003م.
- أستاذ زائر بدار الحديث الحسنية للدراسات الإسلامية العليا بالرباط لسنتي: 2003-2004م و2004-2005م.
- أستاذ بمركز تكوين الأئمة والمرشدات بوزارة الأوقاف والشؤون الإسلامية بالرباط.
- رئيس وحدة الدراسات العليا: الاجتهاد المقاصدي: التاريخ والمنهج، بجامعة مولاي إسماعيل بمكناس.
- أستاذ أصول الفقه ومقاصد الشريعة بجامعة مولاي إسماعيل بمكناس.
- أستاذ كرسي التفسير بالجامع العتيق لمدينة مكناس.
- خطيب جمعة وواعظ بعدد جوامع مكناس.

## أعماله العلمية
- التوحيد والوساطة في التربية الدعوية (في جزئين)
- أبجديات البحث في العلوم الشرعية: محاولة في التأصيل المنهجي
- قناديل الصلاة - مشاهدات في منازل الجمال (كتاب في المقاصد الجمالية للصلاة)
- الفجور السياسي والحركة الإسلامية بالمغرب: دراسة في التدافع الاجتماعي
- المصطلح الأصولي عند الشاطبي (أطروحة الدكتوراه)
- ميثاق العهد في مسالك التعرف إلى الله
- جمالية الدين: كتاب في المقاصد الجمالية للدين
- بلاغ الرسالة القرآنية من أجل إبصار لآيات الطريق
- سيماء المرأة في الإسلام بين النفس والصورة (تُرجم للفرنسية: Les Secrets du Hijab)
- البيان الدعوي وظاهرة التضخم السياسي - نحو بيان قرآني للدعوة الإسلامية
- مجالس القرآن من التلقي إلى التزكية (تُرجم للفرنسية: Autour du Coran)
- مفهوم العالِمية من الكتاب إلى الربانية
- مفاتح النور - نحو معجم شامل للمصطلحات المفتاحية لكليات رسائل النور لسعيد النورسي (تُرجم للتركية Risale-i Nur'un Anahtar Kavramları)
- الأخطاء الستة للحركة الإسلامية بالمغرب
- الفطرية - بعثة التجديد المقبلة من الحركة الإسلامية إلى دعوة الإسلام
- الدين هو الصلاة والسجود لله باب الفرج
- مجالس القرآن من التلقي إلى البلاغ - مدارسات في رسالات الهدى المنهاجي للقرآن الكريم من التلقي إلى البلاغ
- كاشف الأحزان ومسالح الأمان
- تفسير سورة البقرة وجزء من سورة آل عمران وسور ق والذاريات والطور والنجم
- مصطلحات أصولية في كتاب الموافقات للشاطبي (رسالة شهادة الدراسات العليا، نوقشت سنة 1989م بكلية الآداب بالرباط)

## أعماله الأدبية
كان فريد الأنصاري عضواً في رابطة الأدب الإسلامي العالمية.
من أعماله الأدبية:
- ديوان القصائد (الدار البيضاء 1992)
- الوعد (فاس 1997)
- جداول الروح (بالاشتراك مع الشاعر المغربي عبد الناصر لقاح) مكناس 1997
- ديوان الإشارات (الدار البيضاء 1999)
- كشف المحجوب (رواية) فاس 1999
- مشاهدات بديع الزمان النورسي (ديوان شعر) فاس 2004
- آخر الفرسان (رواية)
- ديوان المقامات
- ديوان المواجيد
- من يحب فرنسا؟ (شعر مشترك مع الشاعر عبد الناصر لقاح)
- عودة الفرسان (رواية)، ألفها سيرتا لمحمد فتح الله كولن.
- كيف تلهو وتلعب! (قصيدة)

## دروسه الصوتية والمرئية
لفريد الأنصاري مئات الدروس والخطب المرئية والصوتية، وقد بدأ تفسيرا للقرآن أسماه بصائر القرآن الكريم ولم يُكتب له التمام. وسلسلة تربوية أسماها منازل الإيمان، بجانب العديد من السلاسل والمحاضرات المفردة. وإذ كان لهذه المقاطع الصوتية والمرئية أثرٌ كبيرٌ في التربية والتزكية والتعليم في العديد من مساجد مكناس. 

## مؤلفات عنه
- فقه التاريخ عند الدكتور فريد الأنصاري: المفهوم والمنهج والقضايا، لسعيد بنحمادة ومحمد البركة.
- فقه الدعوة عند الدكتور فريد الأنصاري، وهو مؤلف جماعي، من تنسيق الدكتور محمد البركة.
- فقه الإصلاح :قراءة في التجربة الإصلاحية للعلامة فريد الأنصاري، إشراف و تنسيق الدكتور عبد العزيز الإدريسي.[6]
- جهود العلامة فريد الأنصاري في تجديد الفكر الإسلامي المعاصر للدكتور سعد عي.[7]
- معالم الرؤية الإصلاحية عند الدكتور فريد الأنصاري: بالقرآن نقيم عمران الإنسان، تنسيق الدكتور محمد البركة.
- الإبداع الروائي عند الدكتور فريد الأنصاري بين إيحاء التعبير وإيحاء التغيير، تنسيق وتقديم الدكتور محمد البركة.[8]
- رواية أسفار الروح: سيرة فريد الأنصاري لمحمد الطاهري.[9]

## مقالاته
لفريد الأنصاري عدد كبير من المقالات متعلقة بعدة مجالات نُشرت بجرائد ومجلات محلية ووطنية ودولية.
وقد كان الشيخ مشرف مؤسس لمجلة رسالة القرآن المغربية.
من بين الجرائد التي نشرت مقالات بقلم الشيخ: التجديد المغربية، المحجة المغربية، المساء المغربية.
أما المجلات فنذكر: حراء التركية، إسلام أون لاين الالكترونية، رسالة القرآن المغربية...
كما يحوي موقع الفطرية الذي أسسه عدد من مقالاته.
تتميز مقالات فريد الأنصاري بالحس الأدبي الجميل، وقد شرح الشيخ محمد إسماعيل المقدم بعض مقالات الدكتور فريد الأنصاري في بعض دروسه.

## جنازته
توفي الخميس 5 نوفمبر 2009 بمستشفى سماء بإسطنبول بتركيا وتم نقل جثمانه إلى المغرب ليدفن بمدينة مكناس يوم الأحد 8 نونبر 2009 في مقبرة الزيتون بعد أداء صلاة الجنازة بعد صلاة الظهر بمسجد الأزهر المعروف بجامع الاروى بحي السلطان محمد بن عبد الله.
وقد كان المسجد يومها ممتلئا عن آخره رغم كبر مساحته وامتلئت الساحة أمام المسجد بالمصلين الآتين من كل حدب وصوب من المغرب وخارجه وكان هذا ملحوظا.
كان عدد المشيعين للجنازة يقدرون بالآلاف في موكب مهيب حيث امتلئت الطرقات والأزقة المؤدية للمقبرة بالمشيعين كما امتلئت المقبرة ومحيطها بالناس بل حتى أسطح المنازل لمتابعة مراسم الدفن والجنازة.

## وصلات خارجية
- الفطرية: موقع أسسه الشيخ فريد الأنصاري ومجموعة من محبيه
- منتدى موقع الفطرية
- صوتيات ومرئيات للشيخ الدكتور فريد الأنصاري
- عدد خاص بالشيخ فريد الأنصاري يضم سيرة له بقلم أخيه